# دائرة سيدي علي بوسيدي
دائرة سيدي علي بوسيدي دائرة جزائرية في ولاية سيدي بلعباس شمال غرب الجزائر. مركزها سيدي علي بوسيدي.